# Program Luna
Program Luna (rusko Луна) je skupno ime za serijo robotskih vesoljskih sond za preučevanje Lune, ki jih je Sovjetska zveza izstrelila v letih 1959 do 1976. Sestavljalo ga je nekaj deset odprav, petnajst od katerih je bilo uspešnih in so sonde bodisi opravile mimolet Lune, bodisi se vtirile v Lunino orbito ali dosegle površje, podatki, ki so jih poslale, pa so razkrili številne prej neznane značilnosti Zemljinega naravnega satelita ter vmesnega vesoljskega prostora.
Program je potekal v strogi tajnosti pod vodstvom glavnega inženirja Sergeja Koroljova na prvem vrhuncu vesoljske tekme z Združenimi državami Amerike, ki jo je nedavno prej sprožil Sputnik 1. Podatki o neuspelih izstrelitvah s kozmodroma Bajkonur sploh niso prišli v javnost, za uspešne pa so sovjetski državni mediji uporabljali nekonsistentno poimenovanje, tako da je program dobil ime »Luna« šele naknadno (ameriški mediji so ga imenovali tudi Lunik, s skovanko iz besed Luna in Sputnik). Sovjeti so ob neuspehih naknadno spreminjali cilje odprav, da bi jim lahko pripisali uspeh, ali pa jim dali oznako Kosmos. Kljub težavam je Sovjetom v tekmi z ameriškim programom Pioneer uspelo več pionirskih dosežkov, med drugim prvi predmet človeške izdelave, ki je zapustil Zemljino orbito (Luna 1), treščil na Lunino površje (Luna 2), fotografiral oddaljeno stran Lune (Luna 3) in mehko pristal na Luni (Luna 9).